# Boston
|  | Per a altres significats, vegeu «Boston (desambiguació)». |

Boston (/ˈbɔːstən/), oficialment la Ciutat de Boston (anglès: City of Boston), és la capital i ciutat més poblada de l'estat de Massachusetts (Estats Units), així com la 24a ciutat més poblada del país. El 2024, la ciutat pròpiament dita tenia una superfície de 125 km² i una població estimada de 673.458 habitants, cosa que també en feia la ciutat més poblada de Nova Anglaterra. És el centre administratiu del comtat de Suffolk (encara que el govern del comtat fou dissolt l'1 de juliol del 1999).
És el centre cultural i de negocis de tota la regió de Nova Anglaterra i va ser fundada el 1630. És una de les ciutats més importants dels Estats Units, amb una economia basada principalment en l'educació, la sanitat, les finances i la tecnologia punta. L'àrea metropolitana (el Gran Boston), que inclou les ciutats properes de Cambridge, Somerville i Brookline, així com d'altres àrees residencials més allunyades de la ciutat, té uns 4,7 milions d'habitants.

## Història

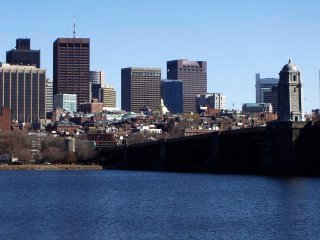
Beacon Hill i el pont Longfellow vists des de Cambridge

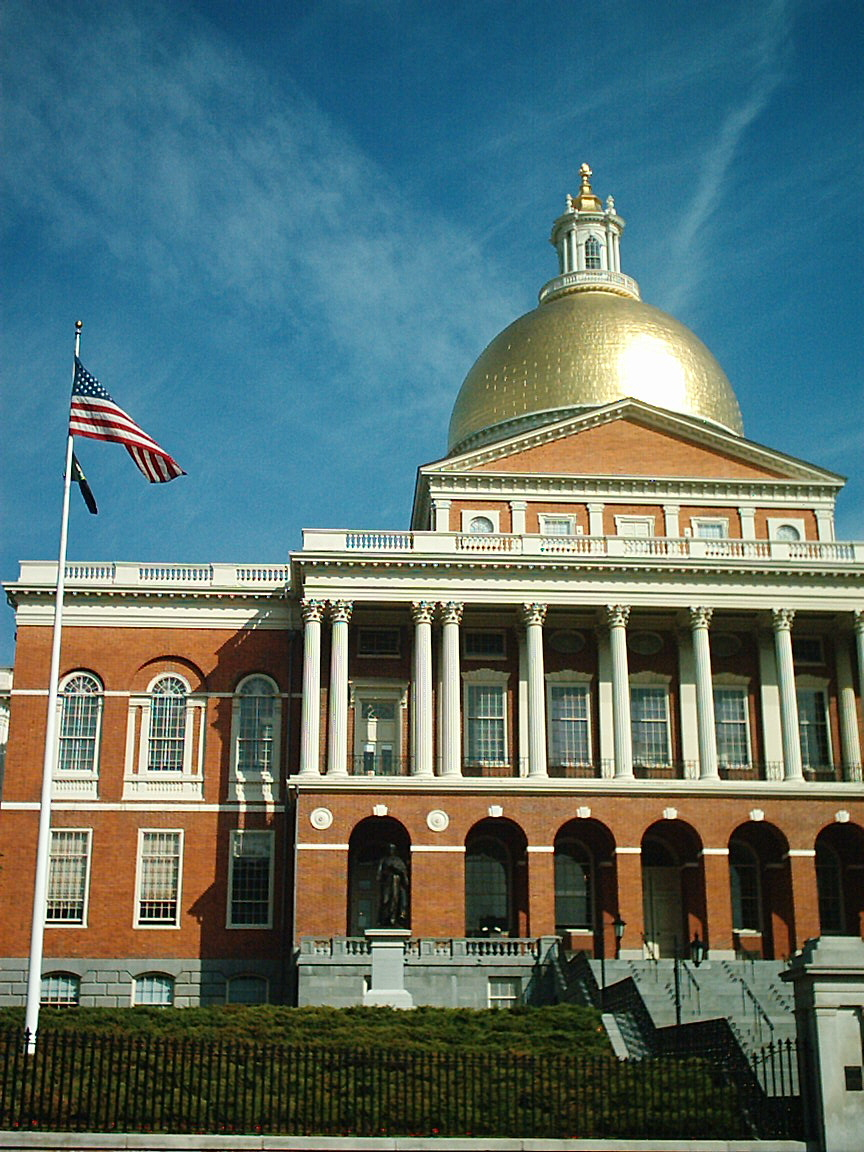
Massachusetts State House, Boston

Fundada el 1630, Boston va créixer ràpidament a causa de la seva rellevància com a principal port per als vaixells amb destinació a la Gran Bretanya i les Índies Occidentals des de les colònies. Durant els primers dos-cents anys, la ciutat va estar composta principalment per puritans que procedien de la Gran Bretanya. El 20 de març de 1760, el "Gran Incendi" de Boston va destruir 349 edificis. Poc després de la cèlebre Boston Tea Party (1773), la ciutat va tenir un paper clau en la Guerra d'Independència dels Estats Units, en la que a principis de la guerra va caure en mans rebels. Després de la guerra, la ciutat va continuar desenvolupant-se com a port internacional de comerç, exportant productes com ara rom, peix, sal i tabac. A mitjan segle xix era ja un dels centres manufacturers més grans del país; especialment destacades eren les seves peces de roba, pells i indústries de maquinària.
A la dècada de 1840 hi van arribar onades d'immigrants procedents d'Europa, incloent un gran nombre d'irlandesos i d'italians que van aportar a la ciutat molta població catòlica. L'11 de novembre de 1848, va inaugurar-se a Boston la primera escola mèdica per a dones, la Boston Female Medical School, que més tard es fusionaria amb la Boston University School of Medicine.
Ha estat el principal centre literari del país i encara avui es disputa amb Nova York aquesta distinció. L'1 de setembre de 1897 s'inaugurà el metro de Boston, el primer de tot Amèrica del Nord. Universitats com Harvard, el Massachusetts Institute of Technology (MIT), el Boston College, la Boston University i la Tufts University van portar milers d'estudiantes a aquesta zona, molts dels quals s'hi han quedat. Finalment, el MIT i altres universitats han arribat a ser una font de talents en tecnologia avançada. Molts graduats del MIT, en particular, han fundat companyies tecnològiques molt pròsperes en l'àrea de Boston. Diferents polítics, entre els quals John F. Kennedy, Ted Kennedy i Tip O'Neill, van assegurar-se que Boston fos la beneficiària d'inversions federals. Boston té també diverses atraccions culturals, com ara el Museu de Belles Arts i el Museu Isabella Stewart Gardner, i dues famoses orquestres, l'Orquestra Simfònica de Boston i la Boston Pops Orchestra.
El 15 d'abril del 2013 s'hi va produir un atemptat terrorista en el transcurs de la prestigiosa Marató de Boston que va transcendir a nivell mundial, convertint-se en el primer atemptat als Estats Units després dels de l'11 de setembre del 2001.

## Economia

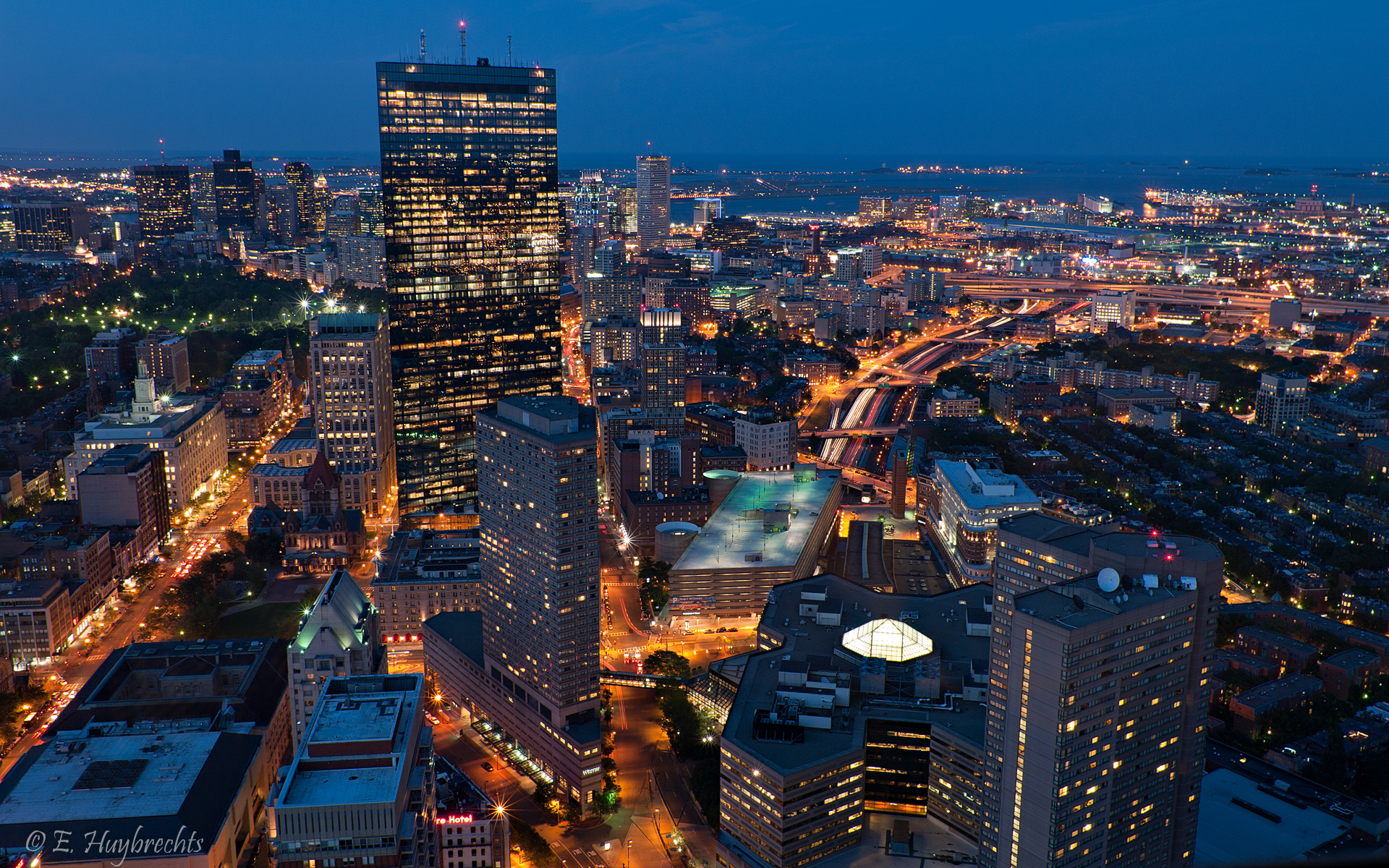
La John Hancock Tower, al centre esquerre, és un dels nombrosos gratacels d'oficines del centre de Boston.

Boston, ciutat global, es troba entre les 30 ciutats més importants del món des d'un punt de vista econòmic. Amb una economia de 363.000 milions de dòlars, l'àrea metropolitana del Gran Boston és la sisena ciutat dels EUA i la 12a més gran del món en PIB.
Les prestigioses escoles i universitats de Boston tenen un impacte significatiu en l'economia regional. Boston atrau més de 350.000 estudiants universitaris de tot el món, que contribueixen anualment amb més de 4.800 milions de dòlars EUA a l'economia de la ciutat. Les escoles de la zona són empresaris importants i atrauen indústries a la ciutat i la regió circumdant. La ciutat alberga diverses empreses tecnològiques (com EMC Corporation) i és un centre de biotecnologia, i el Milken Institute ha qualificat Boston com el clúster més important dels EUA en ciències de la vida.
Entre les empreses importants localitzades a l'àrea de Boston hi ha American Tower, Biogen Idec, Fidelity Investments, Reebok, Raytheon Technologies i Fleet Bank.
Boston rep la quantitat absoluta de finançament anual més elevada de l'Institut Nacional de Salut de totes les ciutats dels Estats Units d'Amèrica.
La ciutat es considera altament innovadora per diversos motius, inclosa la presència d'acadèmies, l'accés a capital de risc i la presència de moltes empreses d'alta tecnologia. El corredor de la Ruta 128 de Massachusetts i el Gran Boston continuen sent un centre important per a la inversió en capital risc, i l'alta tecnologia és un sector important.
| Principals empreses cotitzades a borsa amb seu a Boston (2018) (classificades per ingressos) i posició dins la ciutat i els EUA Font: Fortune 500 |  |                                      |                                      |                                      |                                      |                                      |  |
| Bos. |  | Empresa                              |                                      | EUA                                  |                                      | Ingressos (milions de dòlars EUA)    |  |
| 1 |  | General Electric                     |                                      | 18                                   |                                      | 122.274                              |  |
| 2 |  | Liberty Mutual                       |                                      | 68                                   |                                      | 42.687                               |  |
| 3 |  | State Street                         |                                      | 259                                  |                                      | 11.774                               |  |
| 4 |  | American Tower                       |                                      | 419                                  |                                      | 6.663,9                              |  |
| Principals empreses de la ciutat per nombre de treballadors Font: MA Executive Office of Labor and Workforce Development                          |  |                                      |                                      |                                      |                                      |                                      |  |
| Lloc |  | Empresa/Organització                 | Empresa/Organització                 | Empresa/Organització                 | Empresa/Organització                 | Empresa/Organització                 |  |
| 1 |  | Brigham and Women's Hospital         | Brigham and Women's Hospital         | Brigham and Women's Hospital         | Brigham and Women's Hospital         | Brigham and Women's Hospital         |  |
| 2 |  | Massachusetts General Hospital       | Massachusetts General Hospital       | Massachusetts General Hospital       | Massachusetts General Hospital       | Massachusetts General Hospital       |  |
| 3 |  | Beth Israel Deaconess Medical Center | Beth Israel Deaconess Medical Center | Beth Israel Deaconess Medical Center | Beth Israel Deaconess Medical Center | Beth Israel Deaconess Medical Center |  |
| 4 |  | Boston Children's Hospital           | Boston Children's Hospital           | Boston Children's Hospital           | Boston Children's Hospital           | Boston Children's Hospital           |  |
| 5 |  | Boston Medical Center                | Boston Medical Center                | Boston Medical Center                | Boston Medical Center                | Boston Medical Center                |  |
| 6 |  | Boston University School of Medicine | Boston University School of Medicine | Boston University School of Medicine | Boston University School of Medicine | Boston University School of Medicine |  |
| 7 |  | Boston University                    | Boston University                    | Boston University                    | Boston University                    | Boston University                    |  |
| 8 |  | Floating Hospital for Children       | Floating Hospital for Children       | Floating Hospital for Children       | Floating Hospital for Children       | Floating Hospital for Children       |  |
| 9 |  | John Hancock Life Insurance Co.      | John Hancock Life Insurance Co.      | John Hancock Life Insurance Co.      | John Hancock Life Insurance Co.      | John Hancock Life Insurance Co.      |  |
| 10 |  | Liberty Mutual Group Inc.            | Liberty Mutual Group Inc.            | Liberty Mutual Group Inc.            | Liberty Mutual Group Inc.            | Liberty Mutual Group Inc.            |  |

Distribució de la població activa del Gran Boston (2016)
El turisme també suposa una gran part de l'economia de Boston, amb 21,2 milions de visitants nacionals i internacionals que gasten 8.300 milions de dòlars el 2011. Excloent els visitants del Canadà i Mèxic, més de 1,4 milions milions de turistes internacionals van visitar Boston el 2014, amb els de la Xina i el Regne Unit al capdavant de la llista.
La ciutat és un important port de la costa est dels Estats Units i el port industrial i pesquer més antic de l'hemisferi occidental.
A l'Índex Global de Centres Financers de 2018, Boston es va classificar com el tretzè centre de serveis financers més competitiu del món i el segon més competitiu dels Estats Units. Fidelity Investments amb seu a Boston va ajudar a popularitzar el fons d'inversió als anys vuitanta i ha convertit Boston en un dels principals centres financers dels Estats Units. Boston és un centre per a empreses de capital risc. State Street Corporation, especialitzada en la gestió d'actius i serveis de custòdia, té la seu a la ciutat. Boston és un centre editorial, i tenen seu a la ciutat Houghton Mifflin Harcourt, juntament amb Bedford-St.Martin's Press i Beacon Press. Les unitats editorials Pearson PLC també donen feina a diversos centenars de persones a Boston. La ciutat és la seu de tres grans centres de convencions: el Hynes Convention Center a Back Bay, i el Seaport World Trade Center i el Boston Convention and Exhibition Center al South Boston waterfront. General Electric Corporation va anunciar el gener de 2016 la seva decisió de traslladar la seu global de la companyia al Seaport District de Boston, des de Fairfield, Connecticut, citant factors com la preeminència de Boston en el món de l'educació superior. Boston acull les seus de diverses companyies esportives i de calçat importants, incloent Converse, New Balance i Reebok.

## Franquícies esportives professionals
Boston és coneguda pel bàsquet, és en aquest estat on va néixer aquest esport el 1891. També aquí juguen els Boston Celtics, l'equip més antic de la NBA, el que més títols ha guanyat i pràcticament els únics que encara juguen en parquet clàssic. Però l'àrea metropolitana de Boston té equips a totes les grans lligues esportives, destaquen els Boston Red Sox de bèisbol (MLB), famosos per la seva tradicional rivalitat amb els New York Yankiees. També els Boston Bruins, el primer equip dels Estats Units a entrar a la NHL, els New England Patriots de la NFL i els New England Revolution de la Major League Soccer.
- Boston Bruins (Hoquei sobre gel - National Hockey League)
- Boston Celtics (Bàsquet - National Basketball Association)
- Boston Red Sox (Beisbol - Major League Baseball)

## Nadius il·lustres
- James Cutler Dunn Parker (1828-1916) compositor.
- Louis Sullivan (1856 - 1924) arquitecte
- Emily Greene Balch (1867-1961) escriptora i sindicalista, Premi Nobel de la Pau de l'any 1946.
- George Richards Minot (1885 - 1950) metge, Premi Nobel de Medicina o Fisiologia de l'any 1934.
- Daniela Ruah nascuda el 1983 actriu de cinema i TV.
- Samuel Parkman Tuckerman (1819-1890) organista i compositor.
- Robert Burns Woodward (1917-1979) químic, Premi Nobel de Química de l'any 1965.
- Merton Miller (1923-2000) economista, Premi Nobel d'Economia de 1990.
- Henry Way Kendall (1926-1999) físic, Premi Nobel de Física de l'any 1990.
- Walter Gilbert (1932 -) físic i bioquímic, Premi Nobel de Química de l'any 1980.
- Sylvia Plath (1932 - 1963) escriptora
- Eugene Fama (1939) economista, Premi Nobel d'Economia de l'any 2013.
- Roger Bruce Myerson (1951), economista i matemàtic, Premi Nobel d'Economia de l'any 2007.
- Dave Eggers (1970) escriptor i editor.
- John McCarthy (1927 - 2011) científic

## Ciutats agermanades
- Kyoto, Japó (1959)

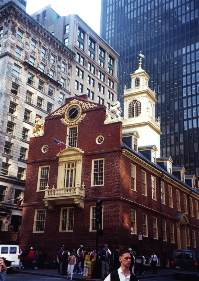
Old State House

- Estrasburg, França (1960)
- Barcelona, Catalunya (1980)
- Hangzhou, Xina (1982)
- Pàdua, Itàlia (1983)
- Melbourne, Austràlia (1985)
- Taipei, República de la Xina (1996)
- Sekondi-Takoradi, Ghana (2001)

## Llocs d'interès
- Faneuil Hall

## Àrees protegides
- Àrea Recreativa Nacional de les Illes del Port de Boston (Boston Harbor Islands National Recreation Area)[25]
- Parc Històric Nacional de Boston (Boston National Historical Park)[26]